# القوات البوليسية الأندورية
القوات البوليسية الأندورية (بالكتالونية: Cos de Policia d’Andorra)‏ هي الشرطة الوطنية في أندورا. وفي عام 2007، كان لدي الشرطة 240 ضابطًا يخدمون حوالي 85000 مواطن أندوري.

## النظام
تتكون قوات الشرطة من مديرية الشرطة وأربعة أقسام تقوم بمهام الشرطة المختلفة و"مجموعتين وظيفيتين".

### مديرية الشرطة

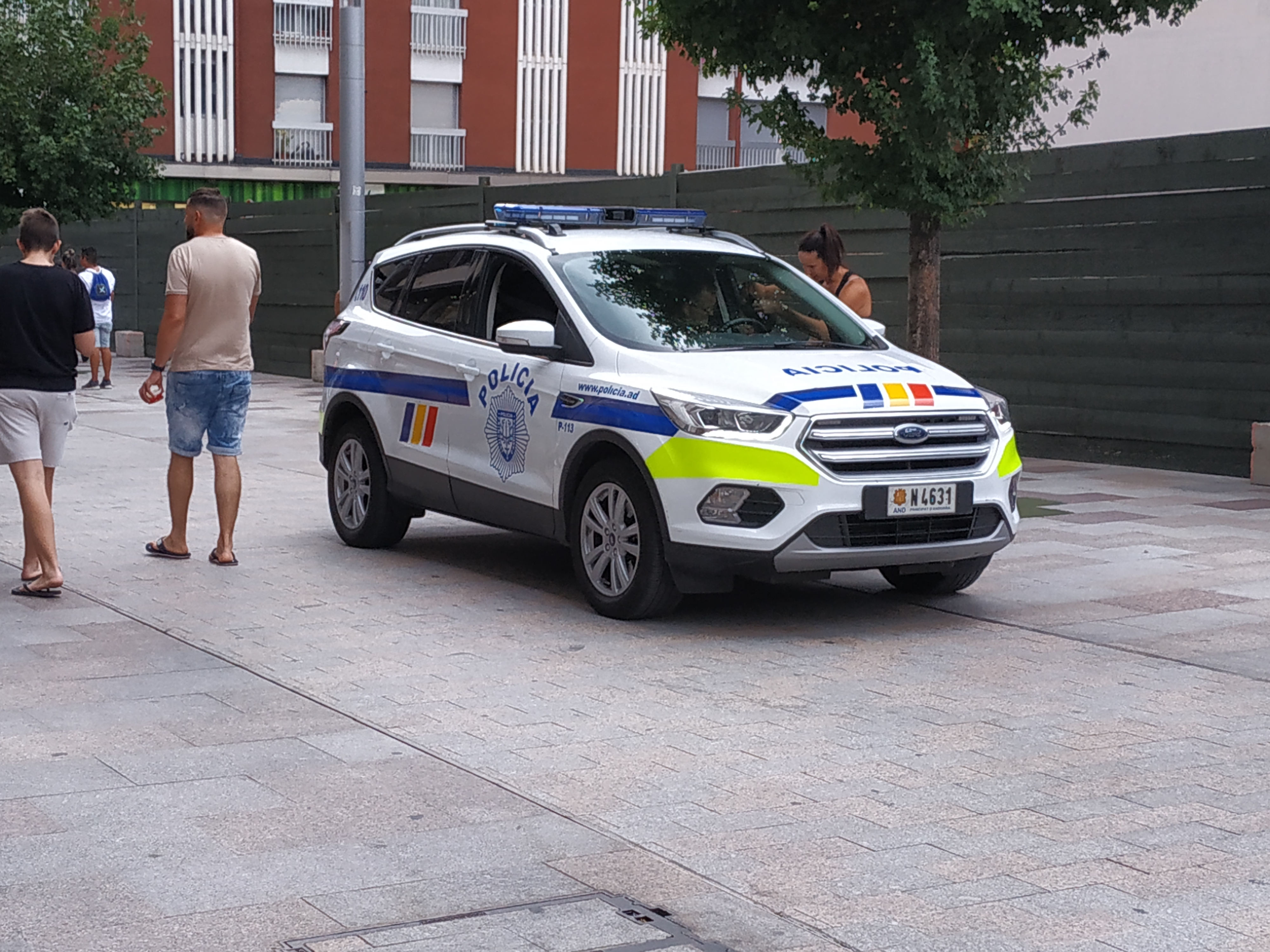
سيارة الشرطة في أندورا لا فيلا

تتكون مديرية الشرطة من مدير ونائب مدير بدرجة مفوض شرطة وسكرتير وضابط تخطيط وموارد بشرية ومساعد إداري. ويوجه أنشطة الشرطة في جميع أنحاء البلاد. ويتم ترشيح أعضائها من قبل حكومة أندورا بناء على مقترحات من وزارة الداخلية. مكتب التعاون الشرطي الدولي هو جزء من مديرية الشرطة، ويوجد بداخله المكتب المركزي الوطني للإنتربول .

### الأقسام
هناك أربعة أقسام تتولى المسؤوليات التالية:
- قسم الشرطة الجنائية (يشابة نظام إدارة التحقيقات الجنائية) هو القسم المسؤول عن التحقيقات الجنائية وينقسم إلى وحدتين للتحقيق. الأولس، المسؤولة عن التحقيقات التي تستهدف كل من منع الجريمة وقمعها، وتضم أقسامًا تتعامل معالمخدرات، العنف المنزلي، الجريمة المنظمة، والشؤون العامة، والأحداث، وغسيل الأموال. والوحدة الثانية تحقق في الجرائم التي يتم لفت انتباهها إليها وهي مسؤولة أيضًا عن حالات حوادث المناخ .
- قسم الأمن العام يتألف من وحدتين يرتديان الزي الرسمي ويتمثل دورهما في ضمان السلامة والأمن العامين للسكان. "وحدة أمن المواطنين" هي شرطة تهدف إلى منع الجرائم والحفاظ على النظام العام. و"وحدة توعية المواطنين" هي مفرزة تابعة للشرطة المركزية، بإدارة غرفة المعلومات والإجابة على استفسارات الجمهور وتنسيق الخدمات الخارجية والإشراف على ظروف الاحتجاز.
- قطاع دعم الشرطة مسؤولة عن الدعم التشغيلي للأقسام الأخرى، وكذلك للمديرية. وهي تتألف من ستة أقسام: تحليل المعلومات الجنائية؛ المسائل القانونية؛ تكنولوجيا المعلومات؛ تدريب الظباط؛ الوقاية والتوجيه الاجتماعي. والإدارة.
- يتكون قطاع العبور والحدود من وحدتين بالزي الرسمي: وحدة المرور (مشابهة لدوريات الطرق السريعة ، دوريات الدراجات النارية للإشراف على حركة المركبات على الحدود الوطنية والتدخل في حالة وقوع حوادث) ووحدة الحدود (حرس حدود مسؤول عن مراقبة الهجرة عبر الحدود) التي تعمل بالتعاون مع إدارة الهجرة.

### مجموعات
ست مجموعات لحماية كبار الشخصيات، التخلص من القنابل ، والحفاظ على النظام ، وحالات الطوارئ، وتدريب الكلاب البوليسية والإنقاذ الجبلي التي يتم تشكيلها من قبل أعضاء الأقسام الأربعة؛ ويتم تجميعها استجابة لاحتياجات محددة؛ ويساعدهم زملاء من البلدان المجاورة، ولا سيما في تنظيم برامج التدريب المشتركة.

### معدات
الفريق التكتيكي الأكثر تسليحًا بالقوات البوليسية الأندورية يشار إليهم باسم Grup d'Intervencio Policia d'Andorra (GIPA) وهم أكثر تسليحًا من الضابط العادي، وهذه بعض الأسلحة التي يتم إصدارها لهم:
- سيج برو. هو مسدس جانبي قياسي، يشبه المسدس الذي يحمله نظرائهم الفرنسيين في مجال إنفاذ القانون.
- مدفع رشاش هيكلر وكوش إم بي 5 (الإصدار القياسي)
- بندقية بينيلي إم 4 (بندقية الإصدار القياسي) [3]

## السيارات
- فيات باندا
- سيات ألتيا
- سيات ليون
- سكودا سوبرب
- رينو لاجونا II

## الرتب العسكرية

### المهام
| 'القوات البوليسية الأندورية |                   |
| مدير القوات                 | مساعد مدير القوات |

### الدرجات
|                            | المستوى الإداري | المستوى الإداري | المستوى التنفيذي | المستوى التنفيذي     | المستوى المتوسط | المستوى المتوسط | المستوى المتوسط        | المستوى الأساسي  | المستوى الأساسي | المستوى الأساسي |
| -------------------------- | --------------- | --------------- | ---------------- | -------------------- | --------------- | --------------- | ---------------------- | ---------------- | --------------- | --------------- |
| القوات البوليسية الأندورية |                 |                 |                  |                      |                 |                 |                        |                  |                 |                 |
| كبير مفوضين                | مفوض            | كبير مفتشين     | مفتش             | كبير رقباء           | رقيب أول        | رقيب            | كبير ضباط              | ضابط             |                 |                 |
| Commissari major           | Commissari      | Inspector major | Inspector        | Sergent major primer | Sergent major   | Sergent         | Agent major de policia | Agent de policia |                 |                 |

## وصلات خارجية
- باللغة الكتالونية الخدمة البوليسية الأندورية